# Chaetocnema major
Chaetocnema major là một loài bọ cánh cứng trong họ Chrysomelidae. Loài này được Jaquelin du Val miêu tả khoa học năm 1852.